# Critical Reviews in Food Science and Nutrition
Critical Reviews in Food Science and Nutrition è una rivista di scienza dell'alimentazione pubblicata mensilmente dalla Taylor & Francis. È stata fondata nel 1970 con il nome di Critical Reviews in Food Technology e nel 1975 ha assunto il nome attuale.
Il caporedattore è Fergus M. Clydesdale (Università del Massachusetts, Amherst).
Secondo il Journal Citation Reports, nel 2019 la rivista ha ricevuto un fattore di impatto pari a 7,860, collocandosi al 3º posto fra 89 riviste nella categoria "Nutrizione e dietetica" e al 4º posto fra 139 riviste nella categoria "Scienza e tecnologia alimentare". Al 2024, il fattore di impatto è pari a 7.3.

## Articoli notevoli
Pereira M, Dantas Damascena A, Galvão Azevedo LM, de Almeida Oliveira T, da Mota Santana J, Vitamin D deficiency aggravates COVID-19: systematic review and meta-analysis, in Critical Reviews in Food Science and Nutrition, novembre 2020,  pp. 1-9, DOI:10.1080/10408398.2020.1841090, PMID 33146028. (COVID-19)